# Astragalus pentanthus
Astragalus pentanthus är en ärtväxtart som beskrevs av Pierre Edmond Boissier. Astragalus pentanthus ingår i släktet vedlar, och familjen ärtväxter. Inga underarter finns listade i Catalogue of Life.